# Jerzy Włosiński
Jerzy Mieczysław Włosiński (ur. 19 maja 1943 w Krakowie) – pułkownik Sił Zbrojnych PRL, w latach 1981–1983 członek Wojskowej Rady Ocalenia Narodowego.

## Życiorys
Syn Stanisława i Heleny. Ukończył szkołę podstawową oraz liceum ogólnokształcące w Bochni.

### Służba wojskowa
W 1961 rozpoczął służbę w Wojsku Polskim. Absolwent Oficerskiej Szkoły Korpusu Bezpieczeństwa Wewnętrznego (1964) oraz Akademii Sztabu Generalnego (1972). Od 1978 był szefem sztabu i zastępcą dowódcy 14 Mazurskiej Brygady Wojsk Obrony Wewnętrznej w Olsztynie. Od 1981 dowódca 1 Mazowieckiej Brygady Wojsk Obrony Wewnętrznej w Górze Kalwarii. W latach 1981–1983 był członkiem Wojskowej Rady Ocalenia Narodowego. W 1989 został zastępcą szefa sztabu Warszawskiego Okręgu Wojskowego.
Od 1962 członek Polskiej Zjednoczonej Partii Robotniczej. Pełnił funkcję sekretarza POP PZPR i członka Komitetu PZPR w Wojskach Obrony Wewnętrznej.
Po przejściu na emeryturę był działaczem Związku Byłych Żołnierzy Zawodowych i Oficerów Rezerwy Wojska Polskiego. Pełnił funkcję prezesa koła Związku Żołnierzy Wojska Polskiego w Górze Kalwarii.

## Awanse
- podporucznik – 1964
- porucznik – 1967
- kapitan – 1971
- major – 1975
- podpułkownik – 1978
- pułkownik – 1982